# 藤本武彦
藤本 武彦（ふじもと たけひこ、1929年（昭和4年）12月8日 - 2014年（平成26年）5月24日）は日本の実業家、元三洋化成工業社長・会長。岡山県出身。

## 略歴
- 1953年（昭和28年） - 京都大学工学部工業化学科を卒業、三洋油脂工業（現・三洋化成工業）へ入社。
- 1973年（昭和48年） - 同社代表取締役に就任。
- 1978年（昭和53年） - 同社代表取締役常務に就任。
- 1981年（昭和56年） - 同社代表取締役専務に就任。
- 1985年（昭和60年） - 同社代表取締役副社長に就任。
- 1988年（昭和63年） - 同社代表取締役社長に就任。
- 1995年（平成7年） - 同社代表取締役会長に就任。
- 1998年（平成10年） - 同社代表取締役相談役に就任。
- 2014年（平成26年）5月24日 - 肺がんのため、京都市の病院で死去、84歳。[1]

## 著書
- 『新・界面活性剤入門』 三洋化成工業 1976
- 『経営システム開発物語 : 夢こそすべて』 三洋化成工業 2000

## 受章・受賞
- 1986年（昭和61年） - 藍綬褒章受章。
- 2000年（平成12年） - 勲四等旭日小綬章受章。

## 参考
- 交詢社 第69版 『日本紳士録』 1986年